# Vikinská Bretaň
Pojem vikinská Bretaň je historický termín pro dvě desetiletí trvající okupaci Horní Bretaně skandinávskými vikingy v období 9. a 10. století. Oblast Bretaně byla stejně jako sousední Normandie jedním z cílů vikinských nájezdů a Bretonci, příliš zaměstnaní bojem proti expanzivní Franské říše, sotva dokázali čelit vpádu neznámého nepřítele.
V zemi se zprvu usadil vikinský vůdce Hástein poté, co byl po svém nájezdu vyhnán Franky z jejich území. V roce 919 Frankové výměnou za mír postoupili vůdci Rǫgnvaldovi město Nantes, který ho přejmenoval na Namsborg, zároveň přistoupil ke křesťanství, aby se mohl stát Franky uznávaným vládcem Horní Bretaně. Vládl až do své smrti v roce 930, poté se vládcem stal Hákon Rǫgnvaldsson. 
V roce 931 se shromáždilo vojsko Seveřanů na Loiře k novému útoku na Franky, toho využili porobení bretaňští rolníci jako příležitost k povstání. Díky podpoře anglického krále Ethelstana a návratu bretonské šlechty z anglického exilu se povstání rozšířilo po celém poloostrově. V roce 937 padl Nambsborg a také byl zabit vládce Hákon. V bitvě u Trans-la-Fôret 1. srpna 939 byli vikingové definitivně poraženi společnou armádou Bretonců vévody Alana II. a Franků vedených hrabaty Berengarem z Rennes a Hugem II. z Maine, což vedlo k rychlému konci této vikinské državy.